# Sauviat-sur-Vige
Sauviat-sur-Vige é uma comuna francesa na região administrativa da Nova Aquitânia, no departamento de Alto Vienne. Estende-se por uma área de 30,85 km². Em 2010 a comuna tinha 888 habitantes (densidade: 28,8 hab./km²).